# SachsenBeach

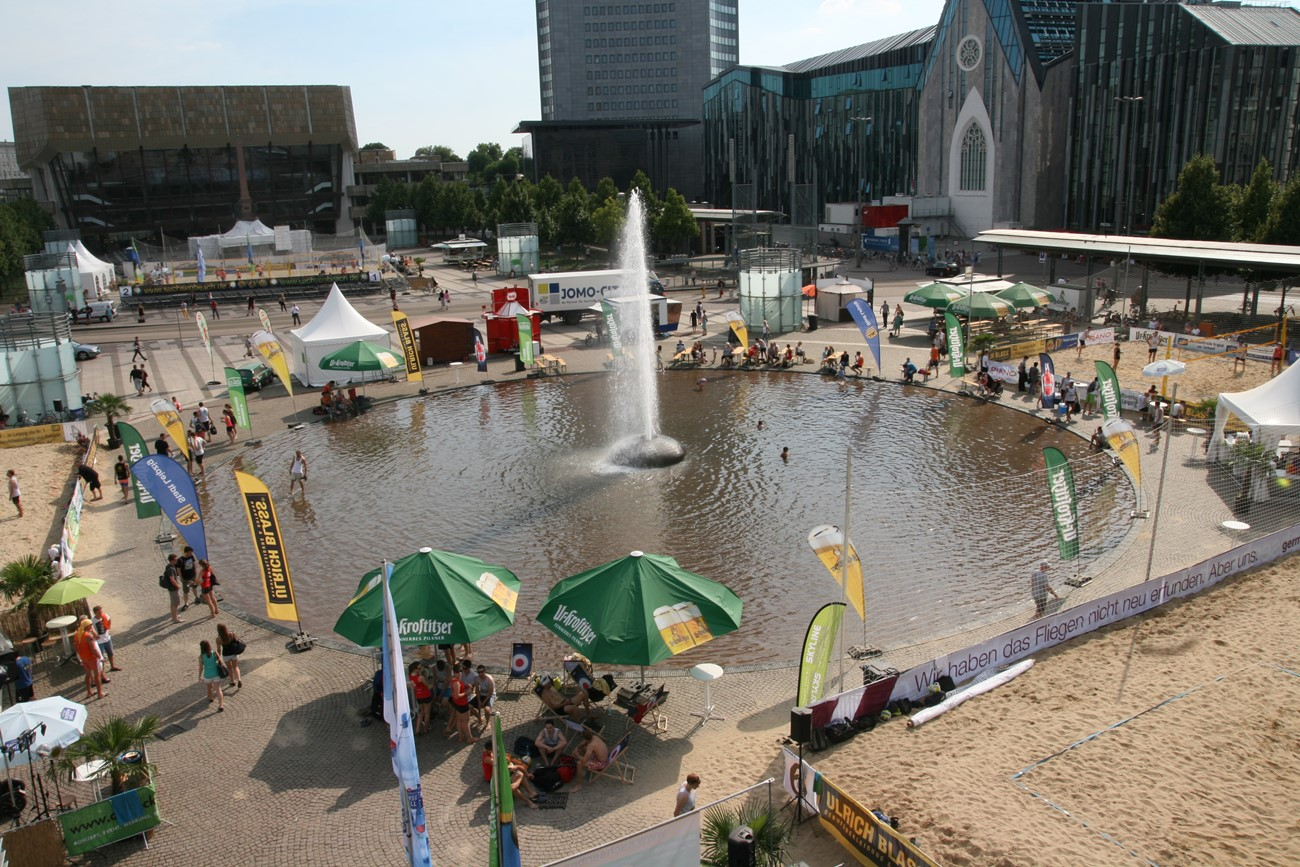
Luftbild des SachsenBeach-Areals, Augustusplatz, Leipzig

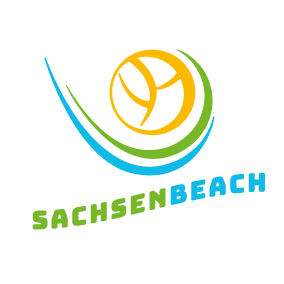
SachsenBeach Logo

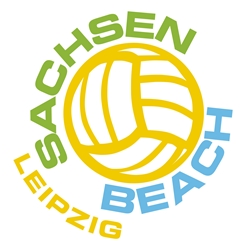
SachsenBeach Logo 2009 bis 2016

SachsenBeach ist eine eigens für den Breiten- und Freizeitsport initiierte Sportgroßveranstaltung im Beachvolleyball. Es gilt als das größte Beachvolleyballturnier in Deutschland.
Die seit 2009 jährlich in der Innenstadt von Leipzig auf dem Augustusplatz ausgetragene Veranstaltung wächst stetig an und zählte im Jahr 2018 ca. 1.400 aktive Sportler in 427 Teams an sechs Turniertagen.
Im Premierenjahr 2009 wurden zum Vergleich zwölf Turniere auf vier Feldern über einen Zeitraum von drei Tagen gespielt. Ca. 600 Teilnehmer spielten damals um die ersten Turniersiege. Die Veranstaltung wird regelmäßig von vielen tausend Zuschauern besucht. 2016 verfolgten über 15.000 Zuschauer das Turniergeschehen und das Rahmenprogramm.
Für die Veranstaltung werden auf dem Augustusplatz sechs Beachvolleyballplätze aufgeschüttet.
Das Turnierangebot umfasst Turniere für Freizeitsportler, Firmen, Studenten, Schüler und Hobbyligisten in über 20 speziellen Turnieren und Turnierformen.
Bereits mehrfach gastierten die SachsenBeach A-Masters des SSVB sowie die L.E. Beachtour, und 2018 war auch die Techniker Beach Tour im Anschluss an SachsenBeach zu Gast in Leipzig. 2015 wurde die Offizielle Sachsenmeisterschaft Beachvolleyball des SSVB im Rahmen der Veranstaltung ausgetragen. Neben Wettkämpfen für Freizeit- und Profispieler werden unter anderem auch Turniere speziell für Kinder durchgeführt. In den Turnierablauf wurde bereits mehrfach ein Sitzvolleyballturnier integriert, welches in Zusammenarbeit mit dem Behindertensportverband Leipzig Abteilung Sitzvolleyball ins Leben gerufen wurde.
Im Jahr 2015 wurde zudem im Rahmen des Jubiläums der Ersterwähnung der Stadt Leipzig vor 1000 Jahren ein Rekordversuch gestartet, bei dem 1000 Spieler, in 4 Teams zu je 250 Spielern, ein Rundlaufturnier ausspielen sollten.
2016 war erstmals das "SachsenBeach Footvolley Ranking" Bestandteil des Turnierangebots. Das Footvolley-Turnier findet im Rahmen des Nationalen Footvolley Rankings des Deutschen Footvolley Verbands in Zusammenarbeit mit dem Verein "Sandball Leipzig" statt.